# Turnovská pahorkatina
Turnovská pahorkatina (333.12) – kraina geograficzna o charakterze pogórza w północnych Czechach, w północnej części Płyty Czeskiej (czes. Česká tabule) – Płyty Północnoczeskiej (czes. Severočeská tabule). Jest to większa, zachodnia część Wyżyny Jiczyńskiej (Jičínská pahorkatina)

## Położenie
Na północy rozciąga się pasmo górskie Sudetów (czes. Sudety, Sudetská soustava, Krkonošsko-jesenická subprovincie), natomiast na południu łączy się ona z innymi jednostkami Płyty Czeskiej.

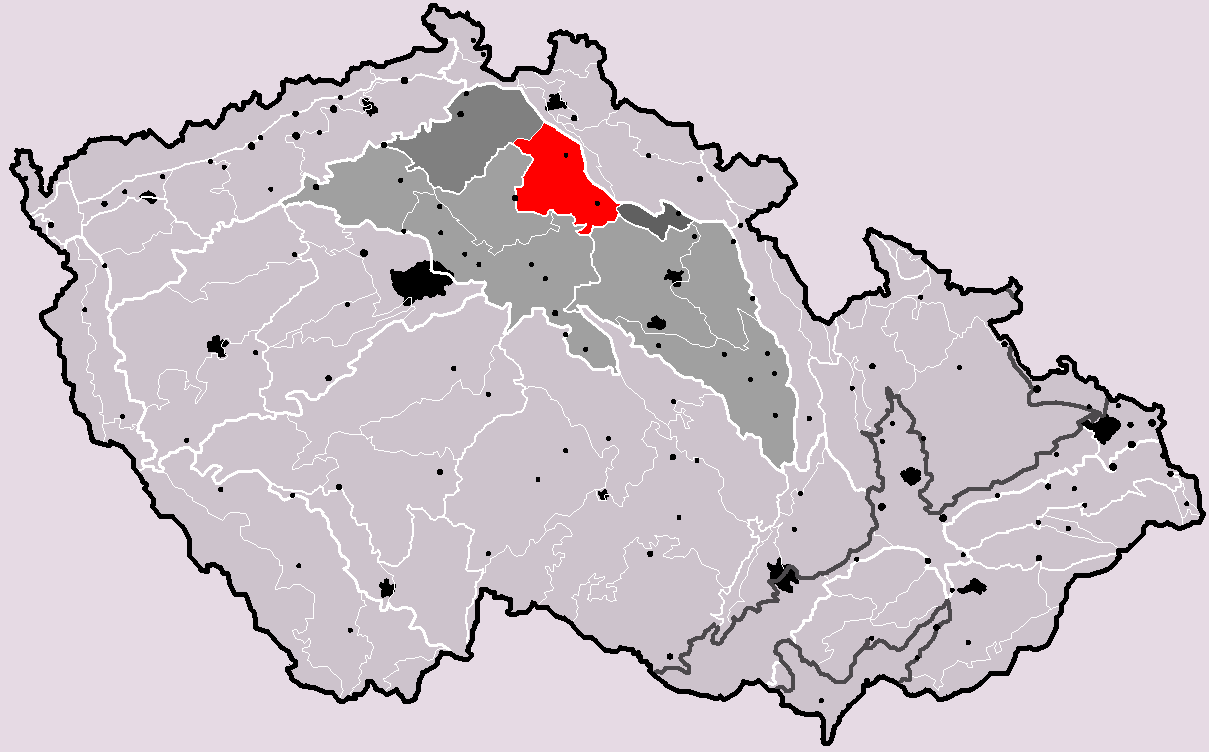
Położenie Turnovskiej pahorkatiny

Od północy i północnego wschodu graniczy z Grzbietem Jesztiedzko-Kozakowskim (czes. Ještědsko-kozákovský hřbet), od wschodu z Pogórzem Bělohradskim (czes. Bělohradská pahorkatina), od południowego wschodu z Płytą Wschodniołabską (czes. Východolabská tabule), od południa z Płytą Środkowołabską (czes. Středolabská tabule), od południa, południowego zachodu i zachodu z Płytą Izerską (czes. Jizerská tabule) i od północnego zachodu z Wyżyną Ralską (czes. Ralská pahorkatina).

## Administracja
Zajmuje część powiatów Jičín i Trutnov w Kraju hradeckim, Mladá Boleslav w kraju środkowoczeskim, Liberec, Jablonec nad Nisou i Semily w kraju libereckim.

## Opis
Powierzchnia Turnovskiej pahorkatiny wynosi ok. 1009 km².
Jest to pagórkowata wyżyna o rozciągłości północny zachód – południowy wschód (WNW-ESE), o budowie płytowej, z kuestami powstałymi w wyniku ruchów tektonicznych. Grzbiety mają charakter strukturalny lub denudacyjny, natomiast kotliny mają charakter rowów tektonicznych lub są wypreparowane przez erozję. Występują tu skalne miasta oraz liczne pojedyncze skałki. Izolowane wzniesienia zbudowane są z trzeciorzędowych bazaltów. Znaczna część należy do regionu Czeski Raj.
Najwyższym wzniesieniem jest Sokol (562 m n.p.m.), ale najbardziej znanym Trosky (488 m n.p.m.), dominanta Czeskiego Raju, a także Veliš, Zebín, czy Baba.

## Najwyższe szczyty
- Sokol (562 m n.p.m.)
- Trosky (488 m n.p.m.)
- Vyskeř (465 m n.p.m.)
- Přivýšina (464 m n.p.m.)
- Mužský (463 m n.p.m.)
- Střelečská hůra (456 m n.p.m.)

## Wody
Turnovská pahorkatina leży w dorzeczu Łaby oraz jej dopływu Izery. Część zachodnią odwadnia Izera z dopływami: Zábrdka, Mohelka, Libuňka, Žehrovka, Kněžmostka, Klenice, część wschodnią Łaba z dopływami, jak Cidlina i Mrlina.

## Podział
Turnovská pahorkatina dzieli się na:
- Českodubská pahorkatina
- Turnovská stupňovina
- Vyskeřská vrchovina
- Mnichovohradišťská kotlina
- Mladoboleslavská kotlina
- Chloumecký hřbet
- Jičíněveská pahorkatina
- Jičínská kotlina

## Budowa geologiczna
Turnovská pahorkatina jest częścią Płyty Czeskiej. Zbudowana jest głównie z górnokredowych piaskowców, podrzędnie mułowców, iłowców, miejscami poprzebijanych kominami trzeciorzędowych bazaltów, fonolitów i trachitów. Starsze skały, należące do Masywu Czeskiego, zalegają dużo głębiej.

## Ochrona przyrody
W zachodniej części znajduje się Obszar Chronionego Krajobrazu CHKO Český ráj.

## Większe miasta
Większe miasta na Turnovskiej pahorkatinie: Jiczyn, Mladá Boleslav, Turnov, Mnichovo Hradiště, Bakov nad Jizerou, Český Dub, Sobotka i Dolní Bousov.

## Galeria

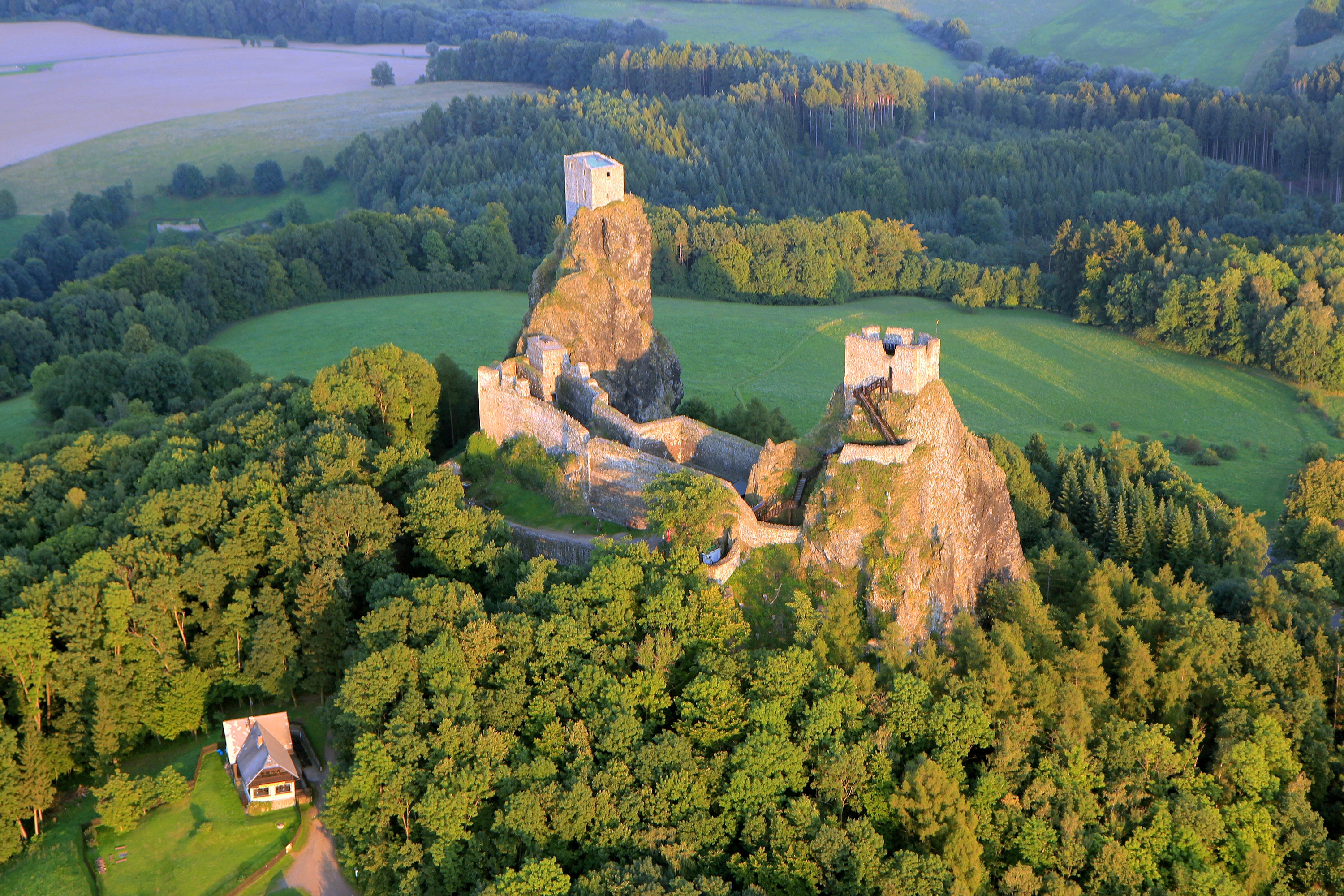
Trosky z lotu ptaka
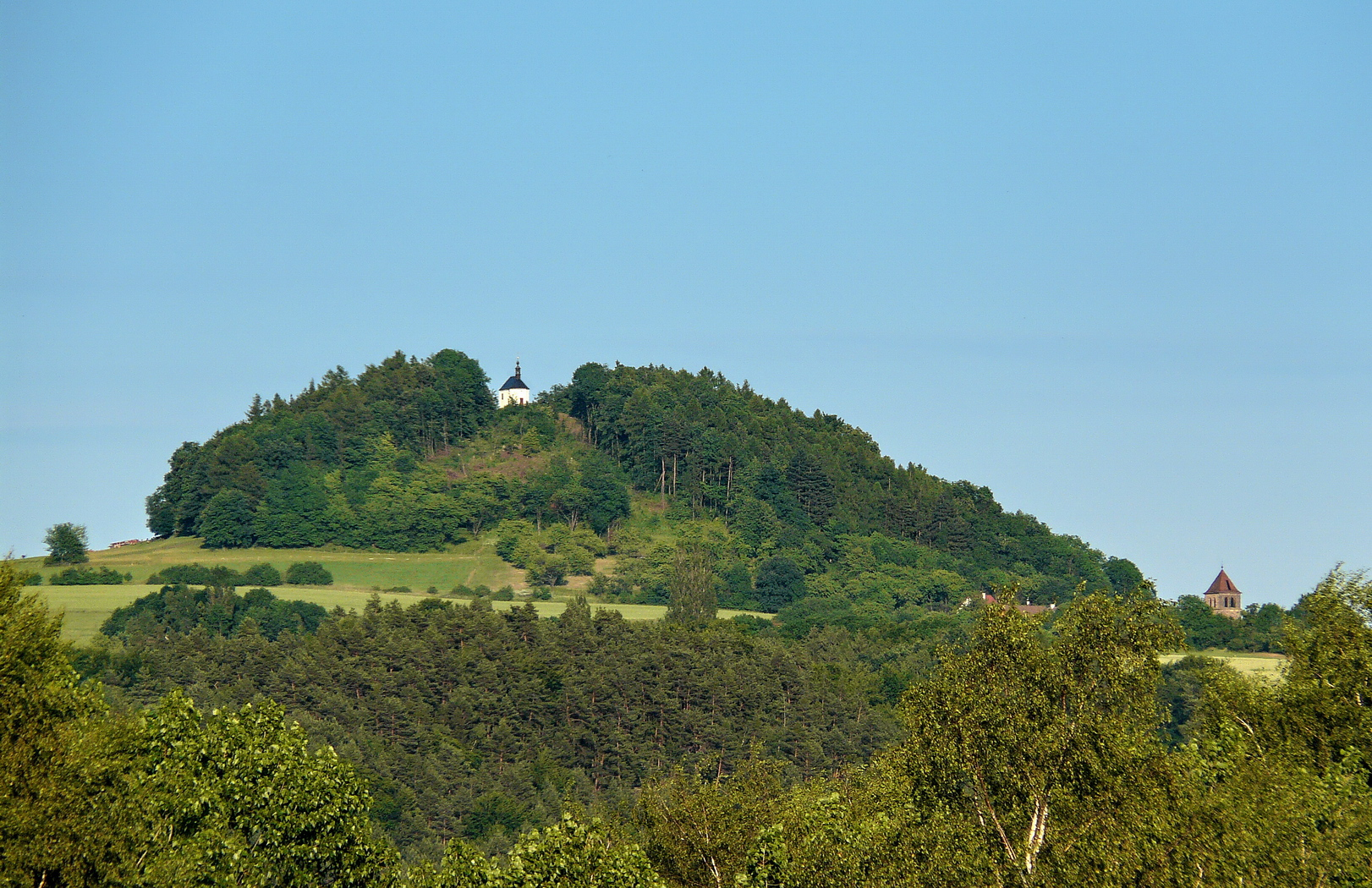
Vyskeř
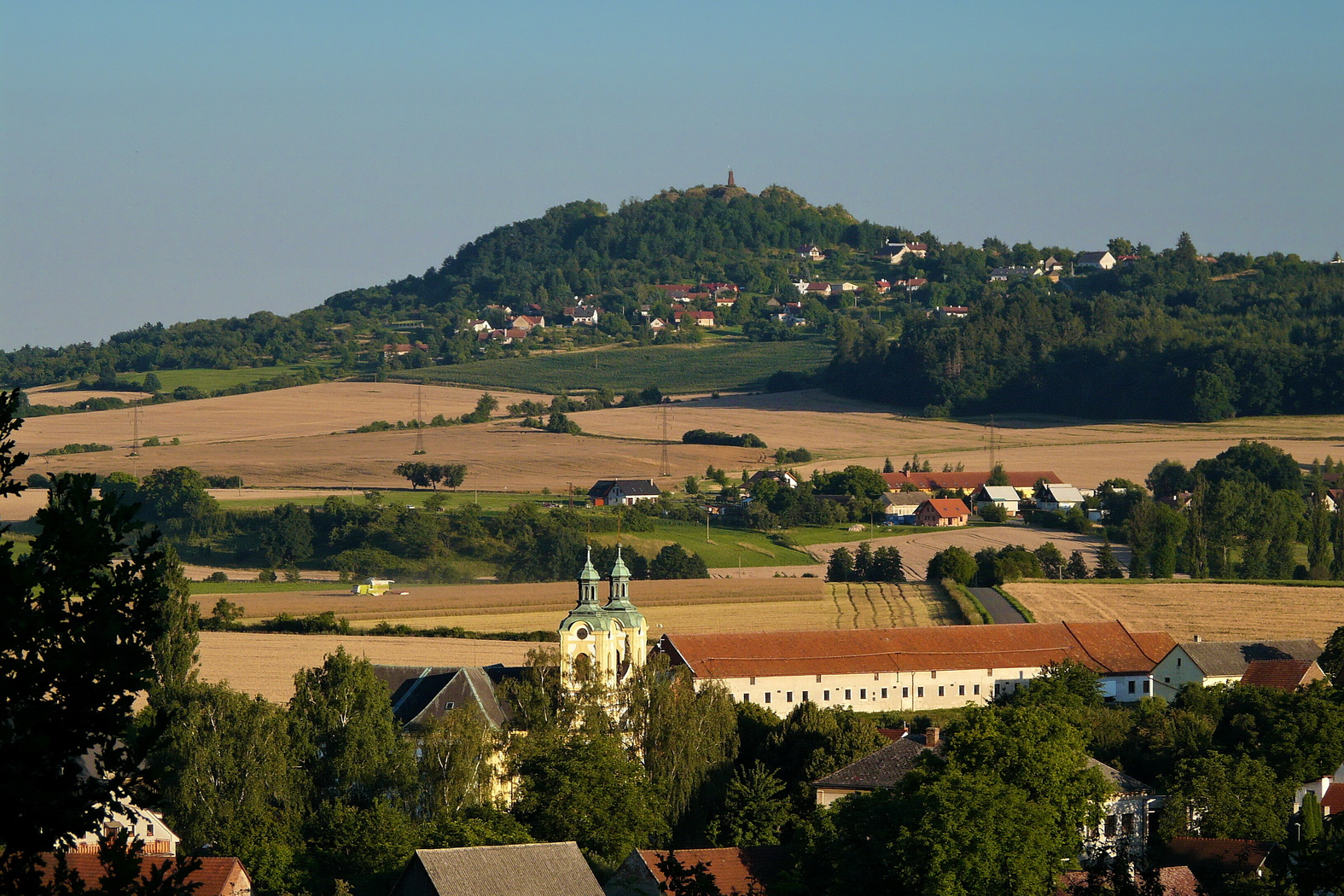
Veliš
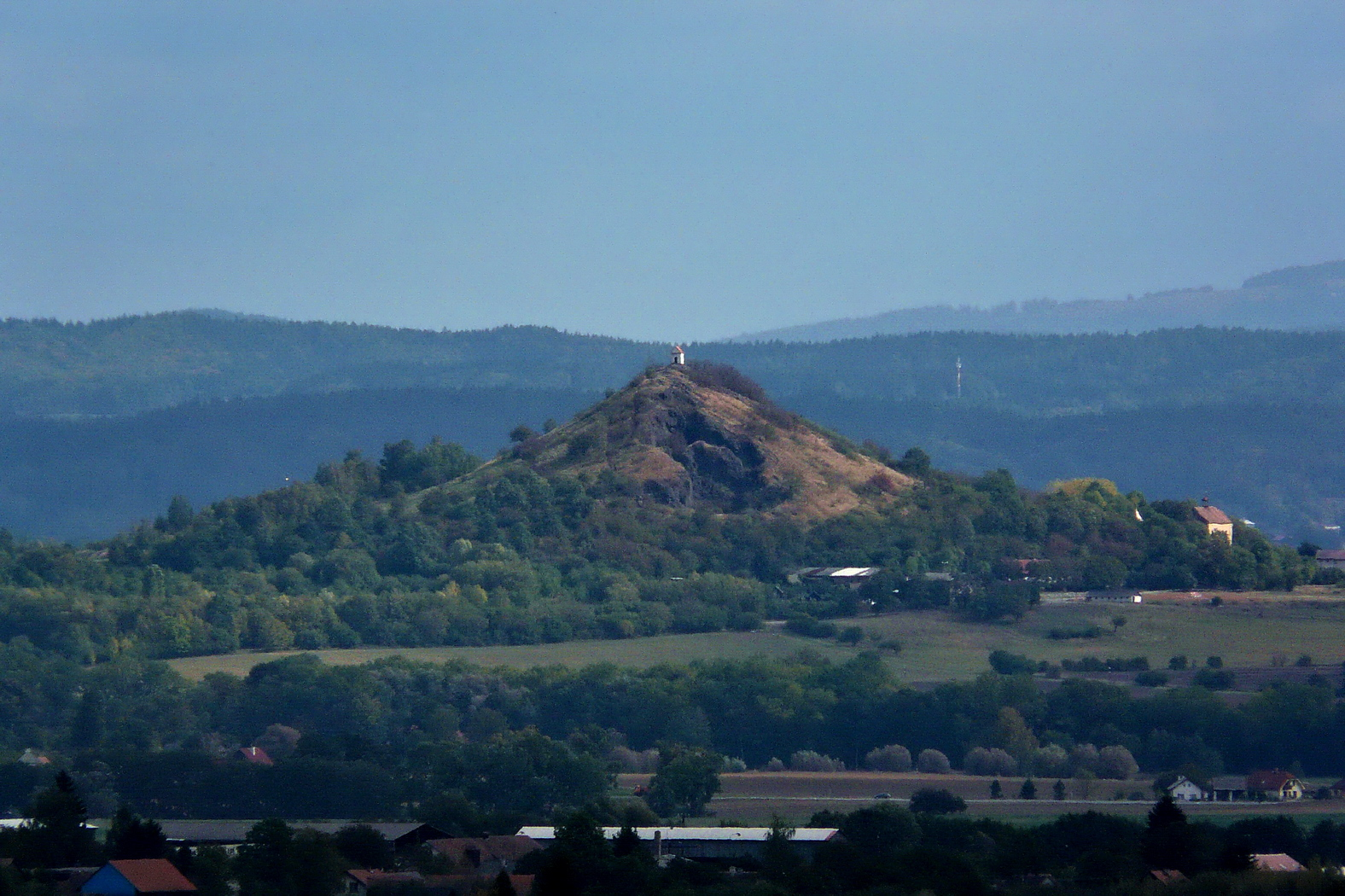
Zebín
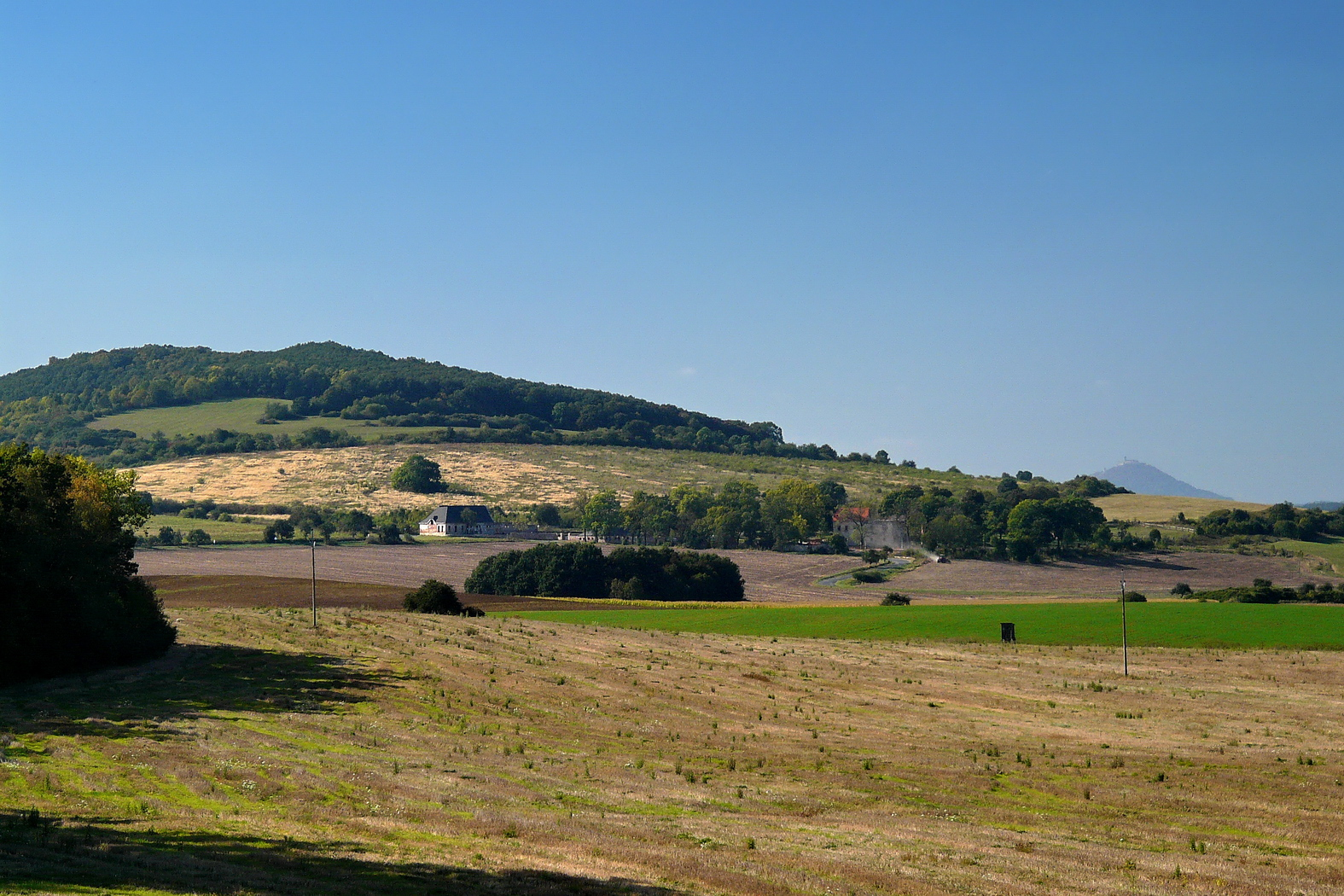
Baba
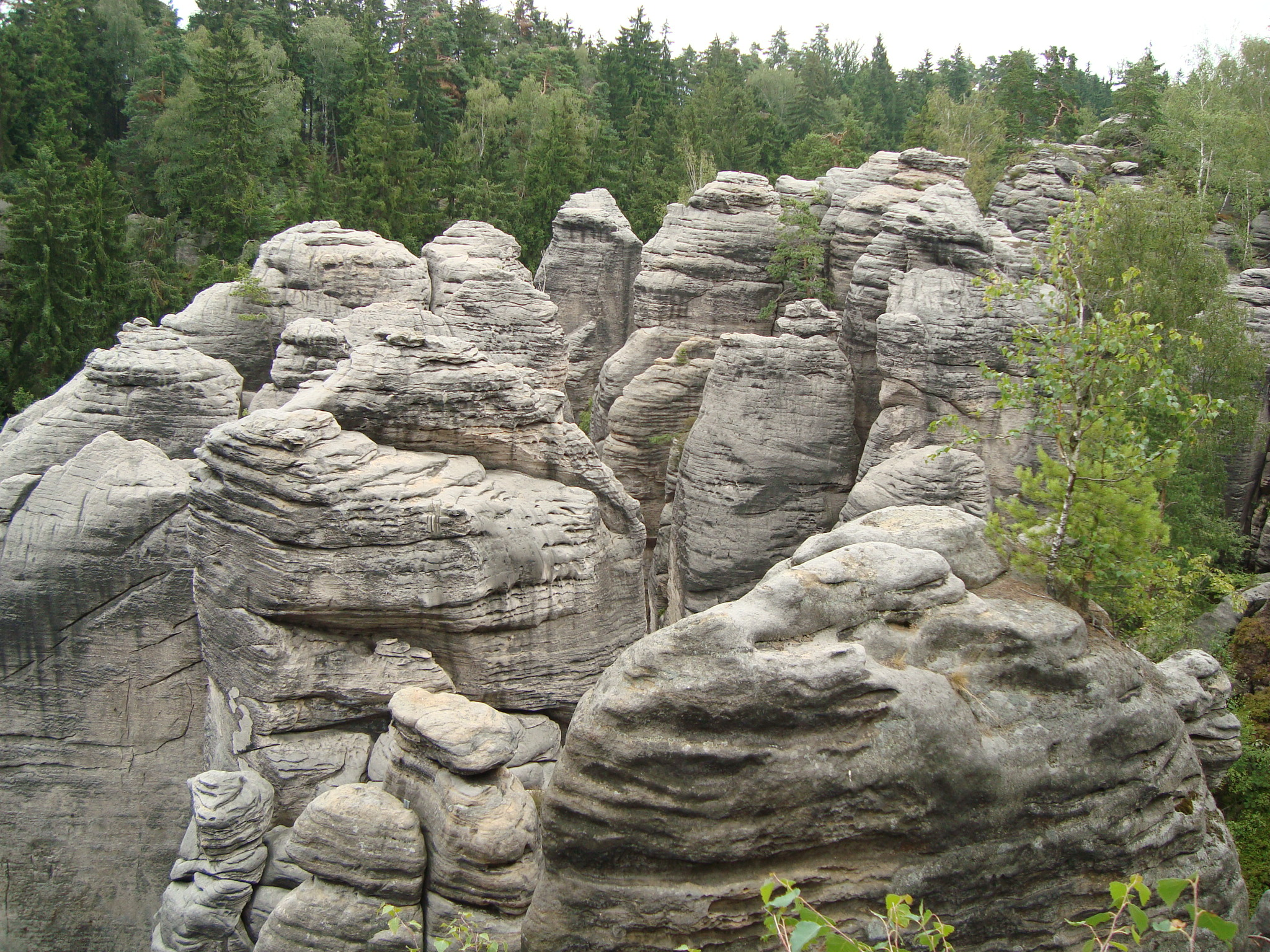
Prachovské skály
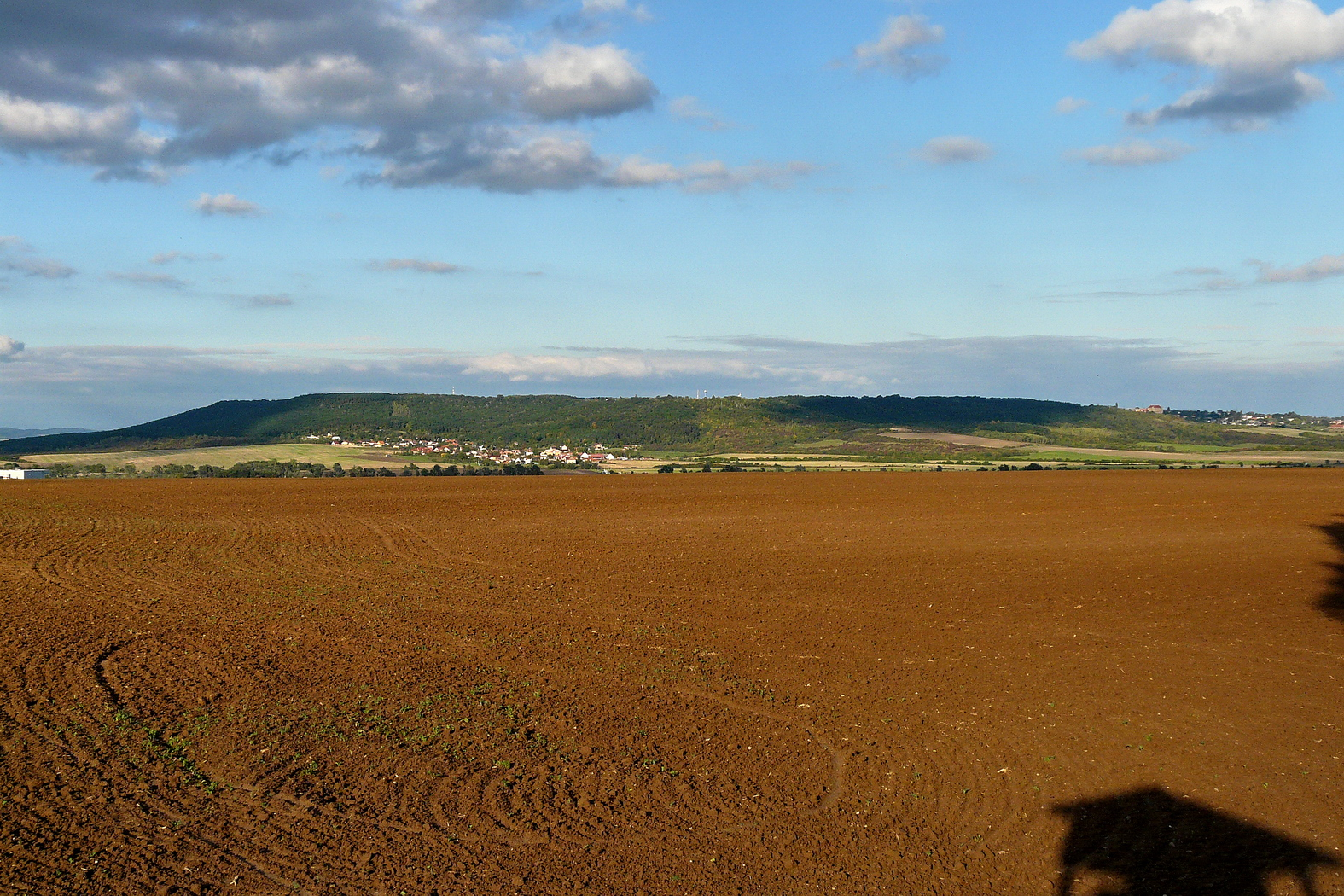
Chloumecký hřbet widziany od południa